# Tournoi de tennis de Des Moines
Le tournoi de Des Moines (Iowa, États-Unis), est un tournoi de tennis professionnel masculin du Grand Prix tennis circuit qui a été organisé en 1972 et 1973. 

## Palmarès messieurs

### Simple
| No | Date       | Nom et lieu du tournoi | Catégorie | Dotation | Surface    | Vainqueur       | Finaliste            | Score                   |  |
| -- | ---------- | ---------------------- | --------- | -------- | ---------- | --------------- | -------------------- | ----------------------- |  |
| 1  | 06-02-1972 | , Des Moines           |           | NC $     | Dur (int.) | Pancho Gonzales | Georges Goven        | 3-6, 4-6, 6-3, 6-4, 6-2 |  |
| 2  | 29-01-1973 | , Des Moines           |           | NC $     | Dur (int.) | Clark Graebner  | Nicky Kalogeropoulos | 7-5, 4-6, 6-4           |  |

### Double
| No | Date       | Nom et lieu du tournoi | Catégorie | Dotation | Surface    | Vainqueurs              | Finalistes                | Score         |  |
| -- | ---------- | ---------------------- | --------- | -------- | ---------- | ----------------------- | ------------------------- | ------------- |  |
| 1  | 06-02-1972 | , Des Moines           |           | NC $     | Dur (int.) | Jim Osborne Jim McManus | Georges Goven Thomaz Koch | 6-2, 6-3      |  |
| 2  | 29-01-1973 | , Des Moines           |           | NC $     | Dur (int.) | Jiří Hřebec Jan Kukal   | Juan Gisbert Ion Țiriac   | 4-6, 7-6, 6-1 |  |